# Dirk Zwart
Dirk Zwart (Rotterdam, 30 juni 1962) is een letterkundige, koordirigent en componist.

## Leven en werk
Zwart werd geboren in een familie van kerkorganisten en was een zoon van organist Dirk Jansz. Zwart (1917-2002) en een kleinzoon van organist Jan Zwart (1877-1937). Na de middelbare school volgde hij een opleiding aan het conservatorium. In die jaren begon hij te werken als pianoleraar en koordirigent. Naast interesse voor muziek was hij geïnteresseerd in letterkunde. Dit laatste resulteerde in zijn eerste publicatie op letterkundig gebied, een recensie van Duizend bunder nieuwe klei, een dichtbundel van Hans Werkman en verschenen in het tijdschrift Woordwerk. Na andere literaire publicaties in dat laatste tijdschrift en in Bzzlletin startte hij in 1991 een eigen literair tijdschrift: Bloknoot. Dat tijdschrift werd mede bekend vanwege enkele bijzondere themanummers. In 1994 slaagde hij intussen voor zijn doctoraal examen Nederlands aan de Rijksuniversiteit Utrecht.
In 1998 begon Werkman besprekingen met Zwart om tot samenwerking te komen tussen de twee christelijk-literaire tijdschriften Woordwerk en Bloknoot. Dit resulteerde in 1998 in een fusie tot Liter waar beide tijdschriften in opgingen. Van Liter was hij enige tijd eindredacteur en redactielid.
Vanaf 1997 werd de letterkunde verdrongen door muzikale activiteiten. Zwart begon te componeren hetgeen resulteerde in het paasoratorium Het Lam dat ons doet leven, op tekst van Ria Borkent. Daarna volgden koorliederen, bewerkingen van berijmde psalmen en bewerkingen van gezangen van het Gereformeerd Kerkboek en het Liedboek voor de Kerken. Hij begon zijn eigen uitgeverij Nootzaak die zowel bladmuziek als CD's uitgeeft, met muziek van hemzelf zowel als van anderen.